# Alberto, Duque da Prússia
Alberto (Ansbach, 17 de maio de 1490 – Tapiau, 20 de março de 1568) foi o Grã-Mestre da Ordem Teutônica de 1510 até 1525 quando, após se converter para o luteranismo, tornou-se o primeiro monarca do Ducado da Prússia, o estado secularizado que surgiu a partir do Estado da Ordem Teutônica. Ele foi o primeiro governante europeu a estabelecer o protestantismo como a religião oficial de suas terras. Alberto foi instrumental para espalhar o protestantismo pela Europa durante seu início, governando a Prússia por quase seis décadas de 1525 até sua morte.
Alberto foi um membro do Principado de Ansbach, ramificação da Casa de Hohenzollern, dando esperança que a sua eleição como Grande Mestre invertesse o declínio dos Cavaleiros Teutônicos desde 1410; motivo que fez o duque Frederico da Saxônia, da Casa de Wettin, ter sido elegido pela mesma razão. Ao invés de Alberto fazer a civilização dos territórios prussianos da Ordem, conduziu a Prússia, posteriormente, à herança do Ducado da Prússia pelo marquês de Brandemburgo.